# NGC 7262
NGC 7262 este o galaxie situată în constelația Peștele Austral. A fost descoperită în 27 septembrie 1834 de către John Herschel. Se află la o distanță de 112,65 megaparseci de Pământ.